# Panama e dintorni
Panama e dintorni è il sesto album musicale di Ivano Fossati uscito nel 1981.
L'album è presente nella classifica dei 100 dischi italiani più belli di sempre secondo Rolling Stone Italia alla posizione numero 50.

## Tracce
Testi e musiche di Ivano Fossati.
1. Panama – 5:10
2. La costruzione di un amore – 5:21
3. J'adore Venise – 4:06
4. Boxe – 4:20
5. La Signora cantava il blues – 4:34
6. Stazione – 5:13
7. Questa guerra come va? – 3:38
8. Se ti dicessi che ti amo – 5:53

## Formazione
- Ivano Fossati: voce, chitarra acustica, elettrica e classica, flauto traverso
- Leo Adamian: batteria e percussioni
- Francisco Centeno: basso
- Steve Andrew Love: chitarra elettrica ed acustica
- Steve Robbins: pianoforte, Fender Rhodes e sintetizzatore
- Roberto Zanaboni: sintetizzatore
- Carlo Pennisi: chitarra acustica
- Antonio Marangolo: sassofono contralto e tenore